# Arosa
Arosa je obec ve švýcarském kantonu Graubünden, okresu Plessur. Nachází se asi 15 kilometrů jihovýchodně od kantonálního hlavního města Churu, v nadmořské výšce 1775 metrů. Žije zde přibližně 3 200 obyvatel. Jde o známé letní i zimní turistické středisko.
K 1. lednu 2013 byly do Arosy včleněny do té doby samostatné obce Calfreisen, Castiel, Langwies, Lüen, Molinis, Peist a St. Peter-Pagig.

## Geografie

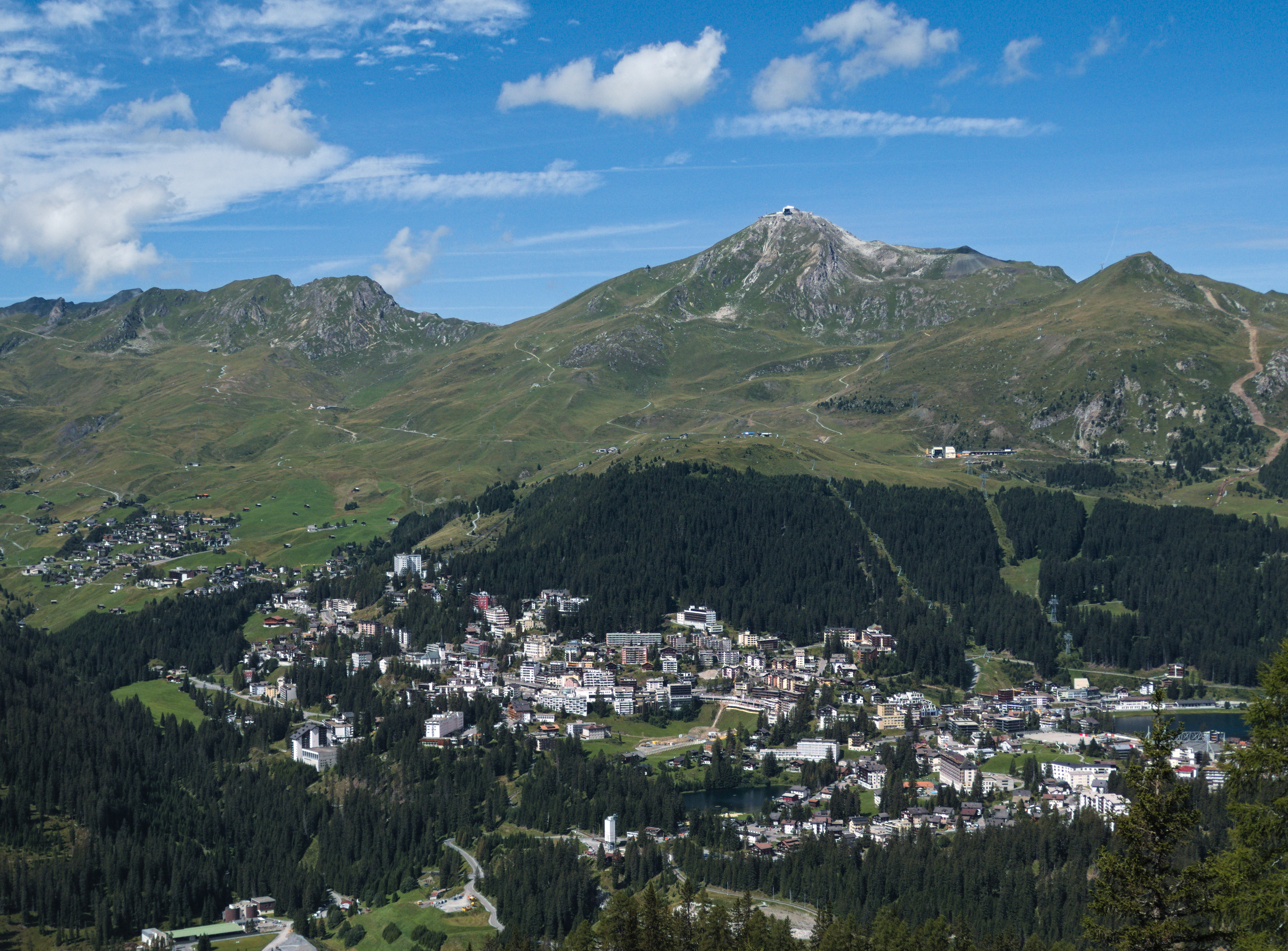
Arosa s vrcholem Weisshorn

Arosa leží 15 kilometrů jihovýchodně od Churu na konci údolí Schanfigg. Čelo údolí, které je široké asi 3 km a leží v nadmořské výšce 1700 až 1900 metrů, je ze všech stran obklopeno horami. Obec zahrnuje povodí horního toku řeky Plessur, s výjimkou řeky Welschtobel, která přitéká z jihu, a má proto tvar podkovy. Na západě se hranice obce táhne od vrcholu Arosa Weisshorn (2653 m) směrem na jih přes Carmennu, Plattenhorn, Hörnli a Tschirpen k vrcholu Parpaner Weisshorn (2824 m) a dále přes vrchol Parpaner Rothorn (2861 m) k vrcholu Arosa Rothorn (2980 m). Poté sleduje severovýchodní hřeben Rothornu k Erzhornu (2924 m) a Älpliseehornu (2725 m), takže prameny Plessuru jsou uzavřeny v půlkruhu. Po překročení potoka Welschtobelbach ve výšce 1659 m stoupá hranice na hřeben Leidflue (2560 m), obepíná několik odlehlých údolních komor a přes výrazný Sandhubel (2764 m) dosahuje jihovýchodního cípu území u Valbellahornu (2763 m) nad jezerem Alteinsee (2251 m). Přilehlý úsek, hraničící s katastrem Davosu, je rozdělen na několik horských skupin průsmyky Alteiner, Bärentaler a Maienfelder Furgga; nejvyššími horami jsou Amselflue (2781 m), Furggahorn (2727 m) a předsunutý Schiesshorn (2605 m).
Obec Arosa se táhne v délce asi 2 kilometry, dnešní centrum osady se nachází u jezer Untersee a Obersee (1739 m). Nejnižší obytná budova se nachází v osadě Rujana ve výšce 1550 m, nejvyšší v Ifangu ve výšce 1960 m. Vedle jezer a prstence hor je třetím prvkem, který charakterizuje krajinu, hranice lesa ve výšce asi 1900 metrů: západně od obce převládají vysokohorské pastviny a rozsáhlé suťové svahy, zatímco níže po proudu, kde se řeka Plessur zužuje o 300 metrů v délce 4 km až do údolí Litzirüti, převládá uzavřený jehličnatý les.
V roce 1997 bylo 42,0 % rozlohy obce využíváno pro zemědělství, lesy zaujímaly 15,2 % a sídla 3,1 %. Neproduktivní půda tvořila 39,7 %.
Sousedními obcemi jsou Albula/Alvra, Chur, Conters im Prättigau, Davos, Fideris, Furna, Jenaz, Klosters, Lantsch/Lenz, Schmitten, Trimmis, Tschiertschen-Praden a Vaz/Obervaz.

## Historie

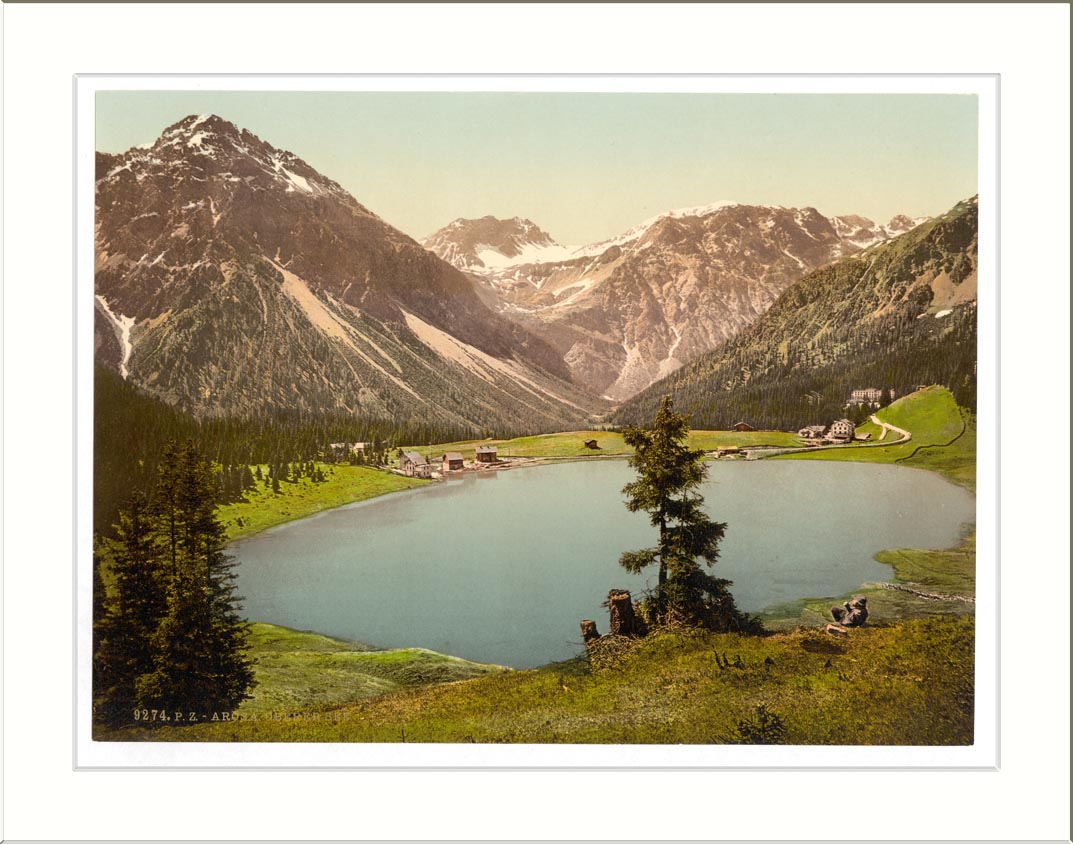
Historický pohled na Arosu

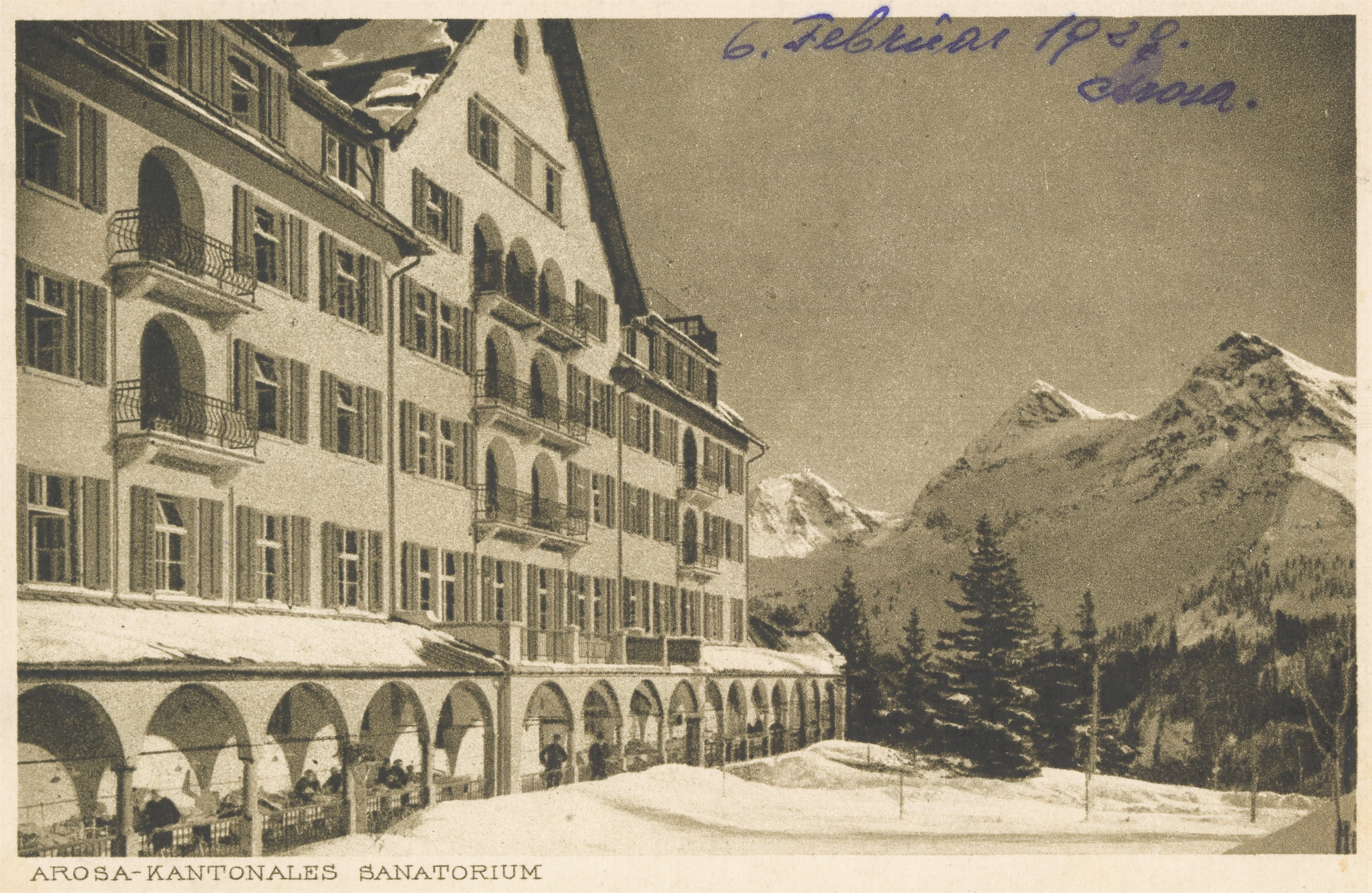
Bündner Sanatorium v Arose (1929)

První známé osady v údolí řeky Plessur existovaly již ve 13. století. Po roce 1300 se v Arose (v roce 1330 poprvé zmiňované jako Araus) usadili německy mluvící Walserové pocházející z Davosu a časem vytlačili původní rétorománské osadníky, kteří však vysokohorskou oblast využívali pouze k salašnictví. Další názvy sídla zněly Orossen (1383), a poté konečně Arosa (1428). V následujících staletích se obyvatelé Arosy živili vysokohorským chovem dobytka. Kvůli obtížným klimatickým podmínkám a z toho vyplývajícím ekonomickým potížím místních zemědělců byly časem rozsáhlé alpské pastviny prodány majitelům pozemků zvenčí: Sattelalp obci Chur, Furggaalp obci Maienfeld, Altein Tiefenberg alp obcím ve středním údolí Albula. Nakonec byl v roce 1481 prodán značně neúrodný Welschtobel, který od té doby patří obci Alvaneu.
Až do konce 19. století zůstávala Arosa odlehlou zemědělskou vesnicí. Úzkým údolím Plessuru do Churu nevedla žádná cesta. Nejdůležitějším spojením s okolním světem byl náročný průsmyk do Davosu, k němuž Arosa politicky patřila jako místní část až do roku 1851. Od roku 1851 byla Arosa součástí nově vzniklého okresu Schanfigg jako samostatná obec. V roce 1850 počet obyvatel klesl na 52.
Kolem roku 1870 trávili první letní návštěvníci z regionu i celého Švýcarska svou letní dovolenou v soukromí v Arose. Rozmach začal v roce 1883, kdy Arosu jako klimatické lázně objevil německý lékař Otto Herwig, který se v Davosu vyléčil z plicní choroby. Ten již v roce 1888 otevřel spolu se svou sestrou první sanatorium.
S prodloužením Schanfiggerstrasse z Langwies do Arosy v roce 1890 začal další významný rozmach a v krátké době přibyla celá řada sanatorií, lázní a hotelů. V roce 1893 byl postaven Grand Hotel (dnes Robinson Club), první luxusní ubytovací zařízení pro hosty provozující zimní sporty. V roce 1897 byla uvedena do provozu elektrárna Arosa. Od roku 1900 se význam zimních sportů neustále zvyšoval; Schanfiggerstrasse byla od té doby využívána jako bobová dráha mezi Arosou a Litzirüti a na zamrzlém Obersee se konaly první dostihy. V letech 1907 až 1909 byl postaven katolický kostel, anglikánský kostel a vesnický kostel v Arose. V roce 1911 byl statek Maran připojen k městské části Arosa. Ve stejném roce byl postaven první stálý skokanský můstek Tomelischanze.
Otevření železniční trati Chur–Arosa roku 1914 umožnilo, aby se Arosa navzdory obtížným podmínkám uprostřed první světové války rozvinula v lázně světové úrovně. To bylo doprovázeno rozsáhlou reorganizací a přeměnou staré walserské osady, která do značné míry ztratila svůj původní charakter i tradiční jazyk. První lyžařské vleky Carmenna, Weisshorn a Tschuggen byly uvedeny do provozu v roce 1938. V roce 1945 následoval vlek Hörnlilift, v té době nejdelší lyžařský vlek ve Švýcarsku. Ve stejné době, podpořené objevem a stále častějším předepisováním penicilinu a streptomycinu na plicní choroby, došlo k urychlené přeměně Arosy z lázní na rekreační a sportovní středisko. Různé kliniky, jako například Waldsanatorium, ukončily svou činnost nebo byly přeměněny na hotely.
V roce 1956 byla otevřena lanovka Weisshorn a v roce 1960 lanovka Hörnli. Brzy následovaly další vleky, lanovky a gondoly. V roce 2013 byla vybudována spojovací lanovka s lyžařským areálem Lenzerheide, čímž se významně rozšířila nabídka zimních sportů, která se nyní nabízí společně s nabídkou Lenzerheide.

## Obyvatelstvo
| Vývoj počtu obyvatel | Vývoj počtu obyvatel | Vývoj počtu obyvatel | Vývoj počtu obyvatel | Vývoj počtu obyvatel | Vývoj počtu obyvatel | Vývoj počtu obyvatel | Vývoj počtu obyvatel | Vývoj počtu obyvatel | Vývoj počtu obyvatel | Vývoj počtu obyvatel | Vývoj počtu obyvatel | Vývoj počtu obyvatel | Vývoj počtu obyvatel | Vývoj počtu obyvatel | Vývoj počtu obyvatel | Vývoj počtu obyvatel |
| -------------------- | -------------------- | -------------------- | -------------------- | -------------------- | -------------------- | -------------------- | -------------------- | -------------------- | -------------------- | -------------------- | -------------------- | -------------------- | -------------------- | -------------------- | -------------------- | -------------------- |
| Rok                  | 1750                 | 1850                 | 1900                 | 1930                 | 1941                 | 1970                 | 1980                 | 2000                 | 2005                 | 2010                 | 2015                 | 2016                 | 2017                 | 2018                 | 2019                 | 2020                 |
| Počet obyvatel       | 25                   | 56                   | 1 071                | 3 466                | 1 980                | 2 717                | 2 782                | 2 771                | 2 271                | 2 251                | 3 205                | 3 219                | 3 185                | 3 131                | 3 145                | 3 162                |

K 31. prosinci 2020 měla Arosa 3 162 obyvatel. Podíl cizinců činil 25,2 %. 10,6 % obyvatel bylo mladších 18 let (nezletilí), 65,4 % bylo ve věku 18 až 64 let a 24,0 % bylo starších 65 let.
Většina místních obyvatel označila v roce 2014 za svůj hlavní jazyk němčinu (88,3 %). Dalšími národními jazyky zastoupenými v populaci byly rétorománština (1,6 %), italština (1,3 %) a francouzština (0,4 %). Zbývající populace (8,4 %) uvedla jiný hlavní jazyk.
Na konci roku 2020 se 56,6 % obyvatel hlásilo k evangelické reformované církvi, zatímco 25,3 % k římskokatolické církvi.

## Doprava

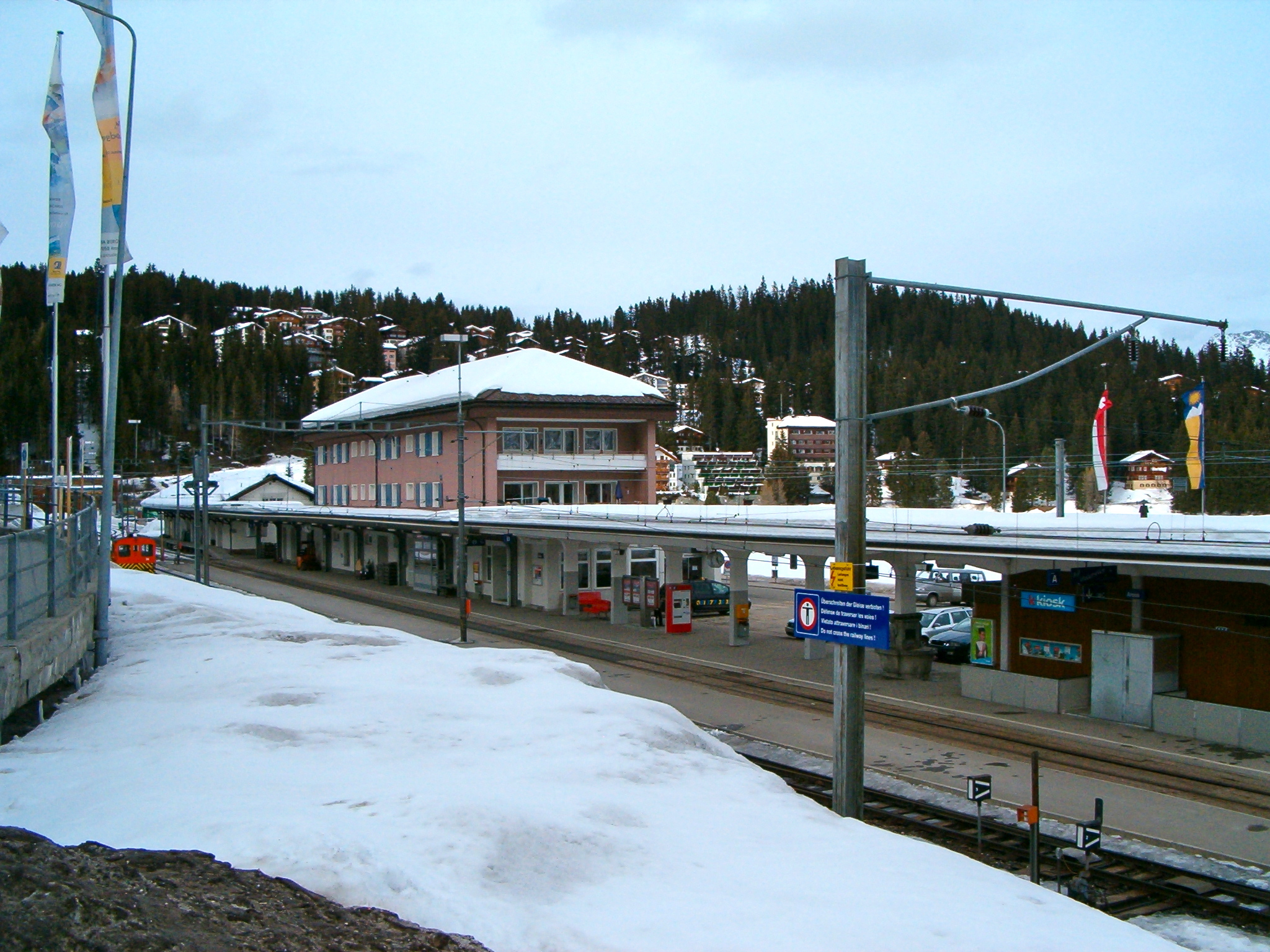
Železniční stanice Arosa

Vzhledem k poloze obce na konci údolí vede do Arosy jediná okresní silnice číslo 740 z Churu, jež v Arose končí.
Železniční spojení je zajištěno tratí Chur–Arosa, která je od svého otevření roku 1914 elektrifikována. Trať byla vystavěna soukromou železniční společností Chur-Arosa-Bahn (ChA) a roku 1942 ji převzala Rhétská dráha.